# 陳淨心
陳淨心（英語：Chan Ching Sum，1975年9月10日—），香港激進建制派社運人士、親中人士，現為愛港行動發言人。

## 爭議事件及言論

### 2013年4月接受信報訪問和葉寶琳對談演變場面失控
2013年4月，當時的愛護香港力量召集人陳淨心接受信報訪問和民主派社運人士葉寶琳對談，但其後不歡而散，愛港力其後向信報發譴責」聲明，指信報記者針對愛港力量，記者態度欠佳，立場偏頗。其後信報作出回應，當中提及（一）事前不知陳淨心還帶來四名網民，起初陳聲稱他們只是提示自己論點或有遺漏，但其後卻多次插話打擾對談，（二）陳淨心如「菜園村村民抗議只為錢」等等與記者對事件理解存在落差的論點時，記者跟進反被指「無禮」和「公審」，陳更用上「仆街」來罵記者和另一受訪者，但回應中卻反過來形容記者無禮，（三）記者亦曾質問葉寶琳是否「想搞亂香港」、「是否收錢搞事」等，葉寶琳從容否認，並沒有譴責記者，而陳淨心發言的時間比葉寶琳更多，（四）信報原以為是次對談有助主流媒體與陳小姐溝通，可惜訪問中斷，未能如願。

### 2013年10月脫離愛港力
2013年10月，陳淨心聲稱「不滿部分成員產生排外心態」，決定退出，另起爐灶成立愛港行動。及後東周刊報導，陳淨心想引薦七、八個新成員加入愛港力，但有關人士經常一開口就是滿天神佛，行動前要占卜，其他成員組織變得過於迷信，結果引起衝突。

### 2014年6月聲稱六四事件沒有死人
2014年6月，陳淨心在六四紀念館所在的商業大廈外示威，並聲稱六四事件當晚沒有學生死於天安門廣場。

### 2015年12月呼籲抵制歌手
2015年12月，陳淨心在其微博聲稱揪出“港独”艺人卢凯彤，呼籲抵制歌手张敬轩，称他反国民教育，并且支持“佔領中環”，和黄秋生一起领唱“占中”主题歌。

### 逃犯條例爭議期間發佈假消息
2019年，香港逃犯條例爭議期間，陳淨心曾經貼出好萊塢巨星麥特·戴蒙的照片，指他是美國中情局人員，並表示：“其暫住香港，負責暴徒軍事訓練和刺殺技巧，很高危！”無獨有偶，英籍記者理查·史考特福德亦曾被陳淨心指控是佔領中環的中情局現場指揮人員，遭陳淨心及其支持者包圍指罵，從未踏足美國的理查運用英式幽默，笑言自己有幾分似傑森·包恩，或許因此而被當作特工。

### 公開批評李家超政府
2024年1月，陳淨心在微博發文大罵李家超政府想盡辦法「折磨老百姓」，称自己对政府「忍無可忍」，但帖文很快被刪。同年2月，陳淨心藉港澳辦主任夏寶龍來港考察，計劃到西營盤中聯辦門外請願，結果被警方要求改到地鐵西營盤站外進行。陳淨心稱李家超在《港區國安法》實施後常以「軟對抗」和「黑暴」仍在社會為由恐嚇香港市民，甚至將立法會議員謝偉俊標籤為「反動力量」，令市民心寒、不安和無奈，「唔敢講嘢」，促中央清晰地讓香港人知道「軟對抗」的底線何在。

## 外部链結
- 陳淨心的新浪微博